# Берти, Албемарль, 9-й граф Линдси
Генерал-лейтенант Албемарл Берти, 9-й граф Линдси (англ. Albemarle Bertie, 9th Earl of Lindsey; 17 сентября 1744 — 18 сентября 1818) — офицер британской армии, политик и пэр.

## Ранний период жизни
Родился 17 сентября 1744 года. Единственный сын Перегрина Берти (1709—1779), адвоката из Линкольнс-Инн, и Элизабет Пэйн.
Его дедушкой и бабушкой по отцовской линии были Мэри Нарбонн (дочь Джона Нарбонна из Грейт-Стакели) и Чарльз Берти (ок. 1678—1730), депутат от Стэмфорда, сын достопочтенного Чарльза Берти (ок. 1640—1711), также депутата от Стэмфорда, посланника в Дании и секретаря казначейства, который был пятым сыном Монтегю Берти, 2-го графа Линдси. Его дедушкой по материнской линии был Эдвард Пейн из Тоттенхэм-Уика.

## Военная карьера
В 1762 году он поступил на службу в чине прапорщика в 1-й пехотный гвардейский полк. В 1769 году он стал лейтенантом и капитаном этого полка, в 1776 году — капитаном и подполковником, а в 1781 году — полковником. Он стал 3-м майором полка в марте 1789 года и 2-м майором в августе 1792 года.
В 1793 году он был произведен в генерал-майоры, а 19 сентября был назначен полковником недавно сформированного 81-го пехотного полка с поручением набирать в него добровольцев. В 1794 году он получил звание полковника уже существующего полка, 9-го (Восточно-Норфолкского) пехотного полка. Берти был произведен в генерал-лейтенанты в 1798 году и в генералы в 1803 году. В 1804 году герцог Йоркский рекомендовал его на должность полковника 77-го пехотного полка, тогда входившего в состав Индийского корпуса, отметив, что «разница в жалованье имеет большое значение» для Берти. В 1808 году он стал командиром 89-го пехотного полка после того, как Джон Уайтлок был разжалован и уволен со службы.
Албемарл Берти ушел в отставку с действительной службы в 1809 году, унаследовав титул графа Линдси от своего троюродного брата 8 февраля 1809 года. Графство принадлежало Роберту Берти, 1-му маркизу Линдси, с 1706 по 1715 год, когда он был создан 1-м герцогом Анкастером и Кестевеном. Герцоги Анкастер и Кестевен владели графством до тех пор, пока герцогство не угасло со смертью Браунлоу Берти, 5-го герцога Анкастера и Кестевена, в 1809 году, и графство перешло к Албемарлю Берти.

## Политическая карьера
Албемарл Берти заседал в Палате общин Великобритании от Стэмфорда  в 1801—1809 годах, не проявляя особой активности в парламенте. В 1810 году он унаследовал титул виконта Каллена, но никогда не претендовал на него и не был признан в этом титуле. В 1814 году лорд Линдси был назначен губернатором замка Блэкнесс, а в марте 1818 года — форта Чарльмонт.

## Личная жизнь
7 мая 1794 года Албемарл Берти женился на Элизе Марии (урожденной Клэй) Скроуп (? — июль 1806), вдове Томаса Скроупа из Колби и дочери Уильяма Клея из Берридж-Хилла, Ноттингемшир. Первый брак был бездетным.
18 ноября 1809 года (когда он был графом Линдси) он женился на Шарлотте Сюзанне Элизабет Лейард (21 марта 1780 — 28 ноября 1858), дочери преподобного Чарльза Лейарда, декана Бристоля, и Элизабет Уорд. У супругов было трое детей:
- Леди Шарлотта Элизабет Берти (19 марта 1812 — 15 января 1895), известный лингвист, которая вышла замуж за Джона Джозайю Геста, 1-го баронета (1785—1852), в 1833 году. После его смерти в 1852 году она вышла замуж за Чарльза Шрайбера (1826—1884), члена Палаты общин[1].
- Джордж Огастес Фредерик Албемарл Берти, 10-й граф Линдси (4 ноября 1814 — 21 марта 1877), умерший неженатым[1].
- Монтегю Перегрин Берти, 11-й граф Линдси (25 декабря 1815 — 29 января 1899), который женился на Фелиции Элизабет Уэлби, второй дочери преподобного Джона Эрла Уэлби, ректора Харестона (и сына сэра Уильяма Эрла Уэлби, 1-го баронета) и Фелиции Элизы Хоул (дочери преподобного Джорджа Хоула, епископа Норвича), в 1854 году[1].

Лорд Линдси скончался 18 сентября 1818 года. После его смерти его два сына, в свою очередь, унаследовали его титулы . После его смерти леди Линдси вышла замуж за преподобного Уильяма Питера Пегуса и была матерью Марии Антуанетты Пегус (1822—1893), которая вышла замуж за Чарльза Гордона, 10-го маркиза Хантли.